# Béla Illés

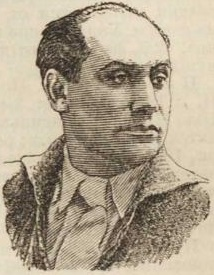
Béla Illés

Béla Illés (Kassa (nu: Košice), 22 maart 1895 – Boedapest, 5 januari 1974) was een Hongaars schrijver.

## Biografie
Béla Illés behaalde zijn doctoraat aan de Universiteit van Boedapest in 1916.
Datzelfde jaar verschijnen zijn eerste werken mede door de tussenkomst van Endre Ady in het tijdschrift Nyugat (Het Westen). Dit tijdschrift heeft regelmatige columns met politieke en literaire inhoud. De artikelen zijn eerder radicaal en socialistisch getint.
In 1919 emigreerde Illés naar Wenen. Van 1920 tot 1921 was hij medewerker voor ‘Munkás Újság” (Werkers Dagblad) in Trans-Karpatië (deel van Hongarije vóór het Verdrag van Trianon), en nu behorend tot Oekraïne. Hij werd gearresteerd en verbannen naar Tsjecho-Slowakije. Tussen 1921 en 1922 woont hij opnieuw in Wenen en werkt er als tijdelijke arbeidskracht en als filmstatist. Nadat hij ook in Oostenrijk verdreven werd, reisde hij naar Rusland. Hij werkte er op het secretariaat van de Vereniging van Sovjetschrijvers.
In zijn romans brengt hij de gebeurtenissen in de Hongaarse Radenrepubliek  die tot de revolutie zouden leiden levendig in beeld.
Als majoor in het Russische leger neemt hij deel aan de belegering van Boedapest. 
Tussen 1950 en 1956 was hij redacteur van Irodalmi Újság (Het Literaire Tijdschrift), tussen 1957 en 1959 was hij lid van de redactieraad van Élet és Irodalom (Leven en Literatuur).

## Prijzen
- Kossuth-prijs (1950, 1955)

## Oeuvre
- Doktor Utrius Pál honvédbaka iratai (1916)
- Ég a Tisza (1929)
- Kárpáti rapszódia (1939)
- Új bor (1945)
- Erdei emberek (1945)
- Zsatkovics Gergely királysága (1946)
- Fegyvert és vitézt éneklek (1949)
- Vígszínházi csata (1950)
- Honfoglalás (1952)
- Harminchat esztendő (1956)
- Válaszúton (1958)
- Anekdoták könyve (1960)
- Lövészárokban (1966)
- Pipafüst mellett (1967)
- Varázsló inasok (1978)